# Omloop van het Waasland 1974
 De 10e editie van de Belgische wielerwedstrijd Omloop van het Waasland vond plaats op 17 maart 1974. De start en finish vonden plaats in Kemzeke. De winnaar was Tino Tabak, gevolgd door Gerrie Knetemann en José De Cauwer.

## Uitslag
| Omloop van het Waasland 1974 |                  |                |         |
| Plaats                       | Naam             | Ploeg          | Tijd    |
| Winnaar                      | Tino Tabak       | TI-Raleigh     | 4u55'0" |
| 2                            | Gerrie Knetemann | Gan-Mercier    | z.t.    |
| 3                            | José De Cauwer   | Sonolor-Gitane | 30"     |

1965 · 1966 · 1967 · 1968 · 1969 · 1970 · 1971 · 1972 · 1973 · 1974 · 1975 · 1976 · 1977 · 1978 · 1979 · 1980 · 1981 · 1982 · 1983 · 1984 · 1985 · 1986 · 1987 · 1988 · 1989 · 1990 · 1991 · 1992 · 1993 · 1994 · 1995 · 1996 · 1997 · 1998 · 1999 · 2000 · 2001 · 2002 · 2003 · 2004 · 2005 · 2006 · 2007 · 2008 · 2009 · 2010 · 2011 · 2012 · 2013 · 2014 · 2015 · 2016 · 2017 · 2018 · 2019 · 2020 · 2021 · 2022 · 2023 · 2024